# District de Huye
Le district de Huye et un des districts du Rwanda constituant la Province du Sud.  